# Сарафановка
Сарафа́новка — село в Молчановском районе Томской области, Россия. Входит в состав Наргинского сельского поселения. Население 374 чел. (2021) .

## География
Сарафановка находится между р. Обь на востоке и автомобильной дорогой «Северный широтный коридор» (69К-2) на западной окраине села. С юго-запада примыкает деревня Нефтебаза.

## История
Исторический населённый пункт южных селькупов (группа тюйкум) — юрты Сарафановы. Коренные жители — селькупы Сарафановы / Сарафанкины. Предположительно, изначально располагались на противоположном, правом берегу Оби. На 1740 г. населённый пункт состоял из трёх подворий и относился к Кортульской инородческой волости (по-южноселькупски Корсэ аймак). 
В 1926 году деревня Сарафановка состояла из 107 хозяйств, основное население — русские. В составе Знаменского сельсовета Молчановского района Томского округа Сибирского края.
В соответствии с Законом Томской области от 9 сентября 2004 года № 196-ОЗ село вошло в состав Наргинского сельского поселения.
В 2004 году в Сарафановке в процессе создания находилась община селькупов.

## Население
| 1926 | 2002 | 2008 | 2010 | 2012 | 2013 | 2014 |
| ---- | ---- | ---- | ---- | ---- | ---- | ---- |
| 554  | ↘544 | ↘454 | ↘425 | ↗428 | ↘425 | ↗426 |
| 2015 | 2021 |      |      |      |      |      |
| ↘420 | ↘374 |      |      |      |      |      |

## Транспорт
Водный (по Оби) и автомобильный (трасса 69К-2) транспорт.